# Matteo Gamba
Matteo Gamba (Bergamo, 19 ottobre 1979) è un pilota di rally italiano.

## Biografia
Inizia a gareggiare nei kart agli inizi degli anni novanta, per poi passare ai rally debuttando nel 1998 nel Rally Città di Bergamo.
Prende parte a diverse prove dell'Intercontinental Rally Challenge e del Campionato Italiano Rally negli anni duemila, diventando campione italiano under 25 e campione under 27 nel Trofeo Fiat Punto nel 2004. Nel 2008 si laurea campione italiano rally, nella categoria R3, al volante di una Renault Clio R3.

Esordisce nel WRC al Rally di Monte Carlo 2014 al volante di una Peugeot 207 S2000, classificandosi in nona posizione. Gamba è attualmente il migliore italiano in corsa per il mondiale WRC2 2023. 

## Risultati nel mondiale rally

### WRC
| 2014 | Scuderia | Vettura           |   |  |  |  |  |  |  |  |  |  |     |  |  |  |  |  | Punti | Pos. |
| ---- | -------- | ----------------- | - |  |  |  |  |  |  |  |  |  | --- |  |  |  |  |  | ----- | ---- |
| 2014 |          | Peugeot 207 S2000 | 9 |  |  |  |  |  |  |  |  |  | Rit |  |  |  |  |  | 2     | 24º  |

| 2015 | Scuderia | Vettura        |     |  |  |  |  |  |  |  |  |  |  |  |  |  |  |  | Punti | Pos. |
| ---- | -------- | -------------- | --- |  |  |  |  |  |  |  |  |  |  |  |  |  |  |  | ----- | ---- |
| 2015 |          | Ford Fiesta R5 | Rit |  |  |  |  |  |  |  |  |  |  |  |  |  |  |  | 0     |      |

| 2019 | Scuderia | Vettura        |    |  |  |  |  |  |  |  |  |  |  |  |  |  |  |  | Punti | Pos. |
| ---- | -------- | -------------- | -- |  |  |  |  |  |  |  |  |  |  |  |  |  |  |  | ----- | ---- |
| 2019 |          | Ford Fiesta R5 | 17 |  |  |  |  |  |  |  |  |  |  |  |  |  |  |  | 0     |      |

| 2020 | Scuderia | Vettura                |  |  |  |  |  |  |    |  |  |  |  |  |  |  |  |  | Punti | Pos. |
| ---- | -------- | ---------------------- |  |  |  |  |  |  | -- |  |  |  |  |  |  |  |  |  | ----- | ---- |
| 2020 |          | Škoda Fabia Rally2 Evo |  |  |  |  |  |  | 28 |  |  |  |  |  |  |  |  |  | 0     |      |

| 2022 | Scuderia | Vettura                |    |  |  |  |  |  |  |  |  |  |  |  |  |  |  |  | Punti | Pos. |
| ---- | -------- | ---------------------- | -- |  |  |  |  |  |  |  |  |  |  |  |  |  |  |  | ----- | ---- |
| 2022 |          | Škoda Fabia Rally2 Evo | 16 |  |  |  |  |  |  |  |  |  |  |  |  |  |  |  | 0     |      |

| 2023 | Scuderia | Vettura                                      |    |  |  |  |  |    |  |  |  |  |  |     |  |  |  |  | Punti | Pos. |
| ---- | -------- | -------------------------------------------- | -- |  |  |  |  | -- |  |  |  |  |  | --- |  |  |  |  | ----- | ---- |
| 2023 |          | Škoda Fabia Rally2 Evo Škoda Fabia RS Rally2 | 21 |  |  |  |  | 16 |  |  |  |  |  | Rit |  |  |  |  | 0     |      |

| Legenda | 1º posto | 2º posto | 3º posto | A punti | Senza punti | Ritirato | Squalificato | NP=Non partito C=Gara cancellata | Apice=Power stage |

### WRC-2
| 2023 | Scuderia | Vettura                                      |  |  |  |  |  |    |  |  |  |  |  |     |  |  |  |  | Punti | Pos. |
| ---- | -------- | -------------------------------------------- |  |  |  |  |  | -- |  |  |  |  |  | --- |  |  |  |  | ----- | ---- |
| 2023 |          | Škoda Fabia Rally2 Evo Škoda Fabia RS Rally2 |  |  |  |  |  | 11 |  |  |  |  |  | Rit |  |  |  |  | 0     |      |

| Legenda | 1º posto | 2º posto | 3º posto | A punti | Senza punti | Ritirato | Squalificato | NP=Non partito C=Gara cancellata | Apice=Power stage |

### WRC-2 Challenger
| 2023 | Scuderia | Vettura                                      |  |  |  |  |  |   |  |  |  |  |  |     |  |  |  |  | Punti | Pos. |
| ---- | -------- | -------------------------------------------- |  |  |  |  |  | - |  |  |  |  |  | --- |  |  |  |  | ----- | ---- |
| 2023 |          | Škoda Fabia Rally2 Evo Škoda Fabia RS Rally2 |  |  |  |  |  | 8 |  |  |  |  |  | Rit |  |  |  |  | 4     | 43º  |

| Legenda | 1º posto | 2º posto | 3º posto | A punti | Senza punti | Ritirato | Squalificato | NP=Non partito C=Gara cancellata | Apice=Power stage |